# Eugenio de Tapia García
Eugenio de Tapia García (Ávila, 18 de julio de 1776-Madrid, 4 de agosto de 1860) fue un escritor, periodista, jurista, historiador y político español.

## Biografía
Oriundo de Ávila, era hijo de José de Tapia y de Ángela García. Cursó en la Universidad de Ávila tres años de filosofía y cuatro de teología y estuvo otros tres en el seminario conciliar como colegial interno. Estudió después jurisprudencia en Toledo y Valladolid y práctica forense con un abogado en Madrid. Empezó a traducir (Adolfo y Clara o Los dos presos, Madrid, 1801, la tragedia obra maestra de Népomucène Lemercier Agamenón, representada por Isidoro Máiquez en 1812) y a escribir teatro original por entonces (Idomeneo, Madrid, 1799). Estuvo año y medio en Londres comisionado por la Compañía de Filipinas. Escribió la obra costumbrista Viaje de un curioso por Madrid, 1807. En 1808 empezó a publicar con Quintana el Semanario Patriótico. Se refugió con su esposa María Jesús Monasterio en Valencia; pudo publicar Dupont rendido (Cádiz y Madrid, 1808). En noviembre de 1809 pasó a Sevilla y luego a Cádiz, donde fue nombrado secretario de la Compañía de Filipinas, individuo de la Comisión de Instrucción Pública, vocal de la Junta de Censura y director de la Gaceta de la Regencia. Formó parte de la Junta de Instrucción Pública que la Secretaría de Despacho de la Gobernación constituyó en marzo de 1813. Junto a Martín González de Navas, José de Vargas Ponce, Diego Clemencín y Manuel José Quintana, Ramón Gil de la Cuadra, Eugenio de Tapia firmó el informe sobre la reforma general de la educación nacional que redactó la Comisión en apenas seis meses. El informe fue elaborado en la ciudad de Cádiz y firmado el 9 de septiembre de 1813 por los miembros de la Junta y en su mayoría diputados a Cortes. Volvió a Madrid en 1814, año en que fue elegido miembro de la Real Academia Española. Una delación por supuesta conspiración le mantuvo meses en las cárceles del Santo Oficio, algo que nunca olvidó, porque además un hijo suyo de corta edad murió estando él preso, lo que le hizo conferir un odio absoluto a la Inquisición. Tradujo del francés Cartas a Sofía en prosa y verso sobre la Física, Química e Historia Natural, Madrid, 1819. Con la revolución de 1820 fue redactor primero de la Gaceta y director de la Imprenta Nacional. En el Trienio liberal (1820-1821) colaboró en El Constitucional y en El Redactor Español, fue diputado por Ávila (1820-1822), publicó Ensayos satíricos (1820) con el seudónimo Licenciado Machuca y sus Poesías (1821). Tomó parte en la preparación del Plan de estudios de 1821, publicó Exposición sobre el proyecto de venta de la Imprenta Nacional, Madrid, 1822. En 1823 se retiró a Barcelona y de allí a Francia, donde vivió emigrado en París hasta 1831, año en que volvió a Madrid, lo que no le impidió dar a la estampa un Manual de práctica forense, Madrid, 1824, un Manual teórico-práctico de los juicios de inventario y partición de herencias, Barcelona, 1825 y un Febrero novísimo, Valencia, 1828-1831. Magistrado honorario de la Audiencia de Valladolid, publica Elementos de jurisprudencia mercantil, Valencia, 1829. Javier de Burgos le nombró subdelegado de Fomento en Tarragona, pero renunció. Individuo de la Comisión del Código Civil, 30 de enero de 1834. Magistrado honorario de la Audiencia de Valencia. Individuo de la Dirección General de Estudios, 1834, y luego vocal del Consejo de Instrucción Pública. Procurador de Ávila en 1836, no llegó a tomar asiento por los sucesos de La Granja. Publica La bruja, el duende y la Inquisición en Madrid, 1837, con el seudónimo de Valentín del Mazo y Correa. Senador por Ávila, 1838, pero renunció. Publica Discurso histórico-crítico sobre la decadencia del Imperio musulmán en España, Madrid, 1838; Los cortesanos y la revolución, novela, también en el mismo lugar, 1838-1839; El hijo predilecto o La parcialidad de una madre, comedia, Madrid, 1839; Historia de la civilización española, Madrid, 1840. Tratado de los recursos de fuerza, Madrid, 1841. Director de la Biblioteca Nacional entre 1843 y su jubilación en el 30 de mayo de 1847. Publica Guía de la infancia, Barcelona, 1844, el periódico El Museo Literario, Madrid, 1844 (sólo salieron tres cuadernos) y todavía la oda A la memoria de... Nicolás de Azara, Madrid, 1853. Muchos de estos libros fueron muy reimpresos. Modernamente se ha publicado Sevilla restaurada, Sevilla, 1948. Cuando murió era mayordomo del Santísimo Sacramento.
La obra de Eugenio de Tapia se centra en tres temas principales a los que consagró toda su vida: la libertad de imprenta, la reforma de la justicia y el sistema educativo. En estas tareas colaboró estrechamente con su amigo del alma Manuel José Quintana, con quien sostuvo una amistad duradera por espacio de cincuenta años, nada menos. Se dedicó ante todo a racionalizar y modernizar el país, en lucha a la vez con exaltados y absolutistas (Tapia fue quien bautizó a éstos con el término de serviles, en Cádiz). Como escritor se sitúa entre Neoclasicismo y Romanticismo, si bien fue uno de los más destacados detractores de este segundo movimiento, que parodió en distintas obras (la sátira en esdrújulos El Teatro, el poema romántico-burlesco La Bruja, el Duende y la Inquisición). Sus comedias son más interesantes que sus tragedias, y en ellas se sitúa en la misma línea postmoratiniana que Bretón de los Herreros. Como poeta fue un autor indudablemente valioso, sobre todo en el terreno satírico, pues su elocución fue más natural que la de la Escuela de Salamanca, y como prosista fue no menos importante, si bien le perjudicó su escasa producción en este terreno, en el que cuentan solamente su Viaje de un curioso por Madrid (1807), contribución al costumbrismo de su época, y la novela Los cortesanos y la revolución (1838), obra realista en pleno triunfo del Romanticismo que ha motivado que Juan Ignacio Ferreras juzgue a Tapia como un "magnífico escritor al que se le empieza a considerar en la actualidad como el primer realista en el tiempo". Tradujo el Agamenón de Lemercier y la famosa opereta El califa de Bagdad.
Tapia se dedicó al periodismo (entre otras cosas, fue compañero de Quintana en la redacción del célebre Semanario Patriótico, entre 1808 y 1812); a la historia (escribió la primera Historia de la civilización española que se hizo en nuestro país, en 1840); a la traducción (comedias francesas, poemas ingleses, Walter Scott...); y a la jurisprudencia (fue un importante jurista, que llenó las librerías con su Febrero novísimo y su Derecho mercantil).

## Obra

### Teatro
- Ydomeneo, drama trágico con intervalos de música en un acto, Madrid, 1799, reimpreso en Valencia: Martin Peris, 1817.
- El preso o El parecido : comedia en un acto, en prosa con intermedios de música, manuscrito de hacia 1800, traducción del francés, impreso en Madrid: oficina de D. Benito García y compañía, 1800.
- El hijo predilecto o La parcialidad de una madre, comedia, Madrid, 1839.
- La enterrada en vida: drama en cinco actos, manuscrito de hacia 1820.
- Poesías Madrid, Librería de Pérez, 1832, segundo volumen (el primero fue impreso en 1821); este segundo contiene las comedias La Madrastra y Amar desconfiando.

### Costumbrismo
- Viage de un curioso por Madrid, Madrid: Fuentenebro, 1807.
- Ensayos satíricos en prosa y en verso, por el Licenciado Machuca, inquilino que fue de la Casa Negra (1820).

### Verso
- Dupont rendido. Romance heroico (Cádiz y Madrid, 1808).
- Poesías (1821); el segundo volumen, editado en 1832, contiene dos piezas teatrales.
- La bruja, el duende y la Inquisición, poema romántico-burlesco, y otras composiciones satíricas en Madrid, 1837.
- Juguetes satíricos: en prosa y verso Madrid: En la Imprenta de Yenes..., 1839.
- A la memoria del... Señor Don Nicolás de Azara: oda., Madrid, 1853.
- Sevilla restaurada. Fragmentos de un poema épico, Sevilla, 1948. Separata de Archivo Hispalense, núm. 27-32. Tomo IX.

### Historia
- Discurso histórico-crítico sobre la decadencia del Imperio musulmán en España, y las causas que retardaron en la Monarquía castellana los progresos de la restauración y de las letras hasta el siglo XIII, Madrid, 1838.
- Historia de la civilización española desde la invasión de los árabes hasta la época presente, Madrid, Yenes, 1840, 6 vols.

### Jurisprudencia
- Exposición sobre el proyecto de venta de la Imprenta Nacional, Madrid, 1822.
- Con José Febrero, Tratado de los recursos de fuerza: y otro de recursos extraordinarios al soberano, con los correspondientes formularios, y varios documentos importantes Valencia: Impr. de I. Mompié, 1830.
- Manual de práctica forense, Madrid, 1824, reeditado como Manual de práctica forense en forma de diálogo, con el correspondiente formulario de pedimentos Madrid, Perez, 1832.
- Manual teórico-práctico de los juicios de inventario y partición de herencias, Barcelona, 1825.
- Elementos de jurisprudencia mercantil, Valencia, 1829.
- Febrero novísimo ó, Librería de jueces, abogados, y escribanos: refundida ordenada bajo nuevo método y adicionada con un tratado del juicio criminal y algunos otros, Perpiñán: I. Mompié, 1828-1831, muy reimpresa.
- Prontuario de contratos y sucesiones hereditarias: con un discurso preliminar en que se indican las principales reformas que necesita nuestra legislación en estas materias Valencia: Impr. de D.I. Mompié de Montagudo, 1840.
- Tratado de los recursos de fuerza, Madrid, 1841.

### Narrativa
- Los cortesanos y la revolución, novela, Madrid: 1838-1839, 2 vols.

### Varios
- Guía de la infancia ó lecciones amenas é instructivas, Barcelona; J. F. Piferrer, 1844.
- Obras varias, s. l., s. n., s. a.